# En nom del poble italià
En nom del poble italià (títol original en italià: In nome del popolo italiano) és una pel·lícula italiana dirigida per Dino Risi, el 1971. Ha estat doblada al català.

## Argument
La mort sospitosa de la jove i bonica Silvana posa el petit jutge Bonifazi sobre la pista del poderós Santonecito; si aquest últim revela en el moment de la investigació defectes detestables, tant de negocis com personals, l'obstinació de Bonifazi tampoc no és exempta de retrets.

## Repartiment
- Ugo Tognazzi: Mariano Bonifazi, el jutge
- Vittorio Gassman: Lorenzo Santenocito
- Ely Galleani: Silvana Lazzarini
- Yvonne Furneaux: Lavinia Santenocito, la dona de Lorenzo
- Enrico Ragusa: Riziero Santenocito, el pare de Lorenzo
- Michele Cimarosa: Casciatelli
- Renato Baldini: Cerioni
- Pietro Tordi: el Professor Rivaroli
- Maria Teresa Albani: la mare de Silvana
- Gianfilippo Carcano: el pare de Silvana
- Simonetta Stefanelli: Giugi Santenocito, la filla
- Vanni Castellani: Sirio, l'amor de Silvana